# Issari
Issari est une petite île inhabitée des Maldives. 

## Géographie
Issari est située dans le centre des Maldives, au Sud-Est de l'atoll Nilandhe Sud, dans la subdivision de Dhaalu. 